# Bródpuszta
Bródpuszta (románul: Albina) falu Romániában, a Bánságban, Temes megyében.

## Fekvése
Temesvártól tíz kilométerre keletre, a Temestől két kilométerre fekszik.

## Nevének eredete
Mai román nevét 1931-ben kapta – részben az Albina bankról, amely segítette telepeseit, részben a telepesek magukkal hozott mellékfoglalkozásáról, a sonkoly begyűjtéséről és tisztításáról.

## Története
1925 és 1931 között települt 81 erdélyi román családdal, akik közül hetven család Oltalsósebesről érkezett. Eredetileg az országúttól távolabb, mai helyétől négy, Bükkfalvától két km-re feküdt és később lakói kérésére költözött át. Az első telepesek közül sokan nem tudtak alkalmazkodni az új életviszonyokhoz és visszaköltöztek szülőfalujukba. Több generáción keresztül szoros kapcsolatot tartott Oltalsósebessel, a két közösség tagjai rendszeresen egymás között házasodtak. 1950-ig Bükkfalva községhez tartozott.

## Népessége
2002-ben 279 lakosából 277 volt ortodox vallású román és 2 magyar nemzetiségű.

## Nevezetességek
- Nyáron itt működik a leglátogatottabb strand a Temesen.